# اورول ۱۱۰۲۰
سیارک ۱۱۰۲۰ (به انگلیسی: 11020 Orwell، نامگذاری:1984OG) یازده هزار و بیستمین سیارک کشف شده‌است که در ۳۱ ژوئیه ۱۹۸۴ کشف شد.
قدر مطلق سیارک برابر ۱۲٫۴۰ است.